# Tamo gdje je srce
Tamo gdje je srce je peti album hrvatskog pjevača Dražena Zečića.
Album je 1996. godine objavila diskografska kuća Croatia Records. U Hrvatskoj je album prodan u platinastoj nakladi.

## Popis pjesama
1. Idi, ako voljet nisam znao
2. Sanjaj me
3. Ja sam to što jesam
4. Odavno sam suze isplakao
5. Od svega je ljubav jača
6. Što je novo, prijatelju moj
7. Učini mi sretnim
8. Što će meni
9. Laži druge, nemoj sebe
10. Tamo gdje je srce

1. ↑  Dražen Zečić- JEDAN OD NAJPRODAVANIJIH IZVOĐAČA. Inačica izvorne stranice arhivirana 5. lipnja 2017. Pristupljeno 13. svibnja 2025.CS1 održavanje: bot: nepoznat status originalnog URL-a (link)